# Голдуотер, Барри
Барри Моррис Голдуотер (англ. Barry Morris Goldwater; 2 января 1909, Финикс, США — 29 мая 1998, Парадайс-Валли, Марикопа, штат Аризона, США) — американский политический и государственный деятель, писатель. кандидат Республиканской партии в президенты страны на выборах 1964 года
Сенатор от штата Аризона в 1953—1965 и 1969—1987 годах. Влиятельный участник неофициальной консервативной коалиции, противостоявшей либералам в Конгрессе.

## Биография
Отец — бизнесмен еврейского происхождения, перешедший в епископальную церковь.
Участвовал во Второй мировой войне лётчиком военной авиации, вышел в отставку в звании генерал-майора. В 1952 избран сенатором от штата Аризона
Кандидат в президенты от Республиканской партии на выборах 1964 года, предвыборную кампанию вёл под лозунгом «Экстремизм в защиту свободы не есть зло!». Проиграл со значительным отставанием представителю демократов Линдону Джонсону, получив 38 % голосов избирателей и лишь 52 голоса выборщиков, выиграв только в родной Аризоне и 5 южных штатах.
Придерживался правоконсервативных взглядов. Его кандидатуру активно поддерживал Гарольд Хант. В советской печати часто служил символом агрессивной политики США, так как последовательно придерживался антикоммунистических взглядов. Антикоммунистическая риторика Голдуотера, который видел практически во всём происки «красных», стала объектом исследования лингвистов и специалистов по когнитивной психологии. Была построена модель мира по Барри Голдуотеру, проявляющаяся в различных риторических стратегиях (известная статья R. P. Abelson. «Differences Between Belief and Knowledge Systems», 1979).
Со временем взгляды Голдуотера несколько смягчились. К середине 1980-х годов Барри Голдуотер начал высказываться в поддержку борьбы гомосексуалов за свои права и критиковать наиболее ярых противников абортов. Он оказал большое влияние на консервативно-либертарианское движение.
Преемником Голдуотера в кресле сенатора от Аризоны стал Джон Маккейн.

### Личная жизнь
В 1934 году Голдуотер женился на Маргарет Джонсон. У них родилось четверо детей — дочери Джоанн (род. 1936) и Пегги (род. 1944), а также сыновья Барри (род. 1938) и Майкл (род. 1940). Барри Голдуотер-младший занимал должность члена Палаты представителей США от Калифорнии в 1969—1983 годах.
Джонсон умерла в 1985 году, после чего в 1992 году Голдуотер женился на медсестре Сьюзан Шаффер Векслер.

### Смерть
В 1996 году Голдуотер перенёс обширный инсульт. В сентябре 1997 года его семья сообщила, что Голдуотер находится на ранней стадии болезни Альцгеймера. 29 мая 1998 году он скончался в своём доме в Парадайс-Валли, Аризона. Его прах был захоронен в епископальной церкви Христа Вознесения в том же городе рядом со своей первой женой Маргарет.